# Fæhunden
Fæhunden er en tegneserie af Murray Ball (originaltitel: Footrot Flats). Fæhunden er en populær tegneserie, som udspiller sig på en gård i New Zealand. Den er lidt á la Garfield og Nuser, og handler om Fæhundens tanker og liv sammen med hans herre Wal, naboerne og de andre dyr på gården. Den har eksisteret siden 1975.